# 2006年至2007年圣安东尼奥马刺赛季
2006–07 圣安东尼奥马刺赛季為馬刺队加盟NBA的第三十一個賽季，在圣安东尼奥的第三十四個賽季，也是經營第四十個賽季。